# Polská lidová strana
Polská lidová strana (polsky Polskie Stronnictwo Ludowe, zkratka PSL) je polská politická strana. Řadí se ke středově-zeleným křesťansko-demokratickým stranám. Strana byla založena 5. května 1990, jejím předsedou je Władysław Kosiniak-Kamysz. Pro PSL je charakteristický střední proud mezi pravicí a levicí. Programově podporuje udržení polského potratového kompromisu z 90. let a zavedení „partnerského soužití", jež by umožnilo homosexuálním párům požívat stejných práv, jakých požívají lidé v manželství, ovšem používání názvu „manželství" PSL deklaruje pouze pro vztah muže a ženy.
Největších volebních úspěchů PSL dosahuje v maloměstech napříč celým Polskem. Z tohoto důvodu je stranický program zaměřen na rozvoj právě těchto regionů.
Název strany vychází z tradice historické agrární Polské lidové strany v Haliči v tehdejším Rakousku-Uhersku, která měla své poslance i v tehdejší rakouské Říšské radě.
Spolu se silnějším koaličním partnerem Občanskou platformou utvořila první (2007-2011) i druhou (2011-2014) vládu Donalda Tuska a vládu premiérky Kopaczové (2014-2015). Ve volbách roku 2015 se ovšem projevila velká nepopularita této vlády a obě strany výrazně oslabily a skončily v opozici. Na počátku roku 2016 měla strana 16 poslanců, jednoho senátora a čtyři europoslance.

## Volební výsledky
Jde o tradiční polskou stranu s poměrně disciplinovaným voličstvem, jejíž výsledky v parlamentních volbách se dlouhodobě pohybují v rozmezí 7-9 %. Výrazněji mimo toto pásmo se po roce 1990 vyskytla jen dvakrát - v posledních volbách (2015), kdy ji nepopularita vlády, na níž se podílela s Občanskou platformou, srazilo na 5,1 % a v roce 1993, kdy naopak získala 15,4 % hlasů a stala se se 132 poslanci a 36 senátory pro období 1993-1997 druhou nejsilnější stranou, která utvořila vládu s vítězným Svazem demokratické levice.

### Volby do Parlamentu
| Volební rok                            | Sejm        | Sejm      | Sejm          | Sejm  | Senát   | Senát |
| Volební rok                            | Počet hlasů | hlasy v % | Počet mandátů | Změna | Mandáty | Změna |
| -------------------------------------- | ----------- | --------- | ------------- | ----- | ------- | ----- |
| 1991                                   | 972 952     | 8,7       | 48            | ▼28   | 7       | ▲4    |
| 1993                                   | 2 124 367   | 15,4      | 132           | ▲84   | 36      | ▲29   |
| 1997                                   | 956 184     | 7,3       | 27            | ▼105  | 3       | ▼33   |
| 2001                                   | 1 168 659   | 9         | 42            | ▲15   | 4       | ▲1    |
| 2005                                   | 821 656     | 7         | 25            | ▼17   | 2       | ▼2    |
| 2007                                   | 1 437 638   | 8,9       | 31            | ▲6    | 0       | ▼2    |
| 2011                                   | 1 201 628   | 8,4       | 28            | ▼3    | 2       | ▲2    |
| 2015                                   | 779 875     | 5,1       | 16            | ▼12   | 1       | ▼1    |
| 2019 (celkový výsledek Polské Koalice) | 1 578 523   | 8,55      | 30            | ▲18   | 3       | ▲2    |

### Volby do Evropského parlamentu
| Volební rok | Počet hlasů | hlasy v % | Počet mandátů | Změna |
| ----------- | ----------- | --------- | ------------- | ----- |
| 2004        | 386 340     | 6,34 %    | 4             |       |
| 2009        | 516 146     | 7.01 %    | 3             | ▼1    |
| 2014        | 480 846     | 6,8 %     | 4             | ▲1    |